# Eudarcia protograpta
Eudarcia protograpta is een vlinder uit de familie van de Meessiidae. Deze soort is voor het eerst wetenschappelijk beschreven als Tinea protograpta door Edward Meyrick in een publicatie uit 1935.
De soort komt voor in Japan.